# Technische Universiteit Eindhoven
De Technische Universiteit Eindhoven (TU/e) is een technische universiteit in Eindhoven. Het motto van de universiteit is: Mens agitat molem (‘De geest beweegt de massa’).
Ze is gesticht op 15 juni 1956 door de Nederlandse overheid en startte met professor Henk Dorgelo als rector magnificus. Het was de tweede instelling van zijn soort in Nederland, alleen de Technische Universiteit Delft bestond eerder. Tot augustus 1986 heette ze de Technische Hogeschool Eindhoven (THE).
De universiteit heeft sinds haar stichting haar eigen campus in het centrum van Eindhoven, ten noorden van het centraal station. Met meer dan 10000 studenten, 250 hoogleraren, 600 promovendi, 200 postdocs en 2047 overige werknemers, is de TU/e een middelgrote universiteit. De TU/e biedt vijftien bacheloropleidingen, 24 masteropleidingen en 25 speciale mastertracks. De universiteit kent 11 studieverenigingen, 15 alumniverenigingen, 4 studentenverenigingen, 4 wetenschapswinkels en een groot aantal sport en cultuurverenigingen. De studenten-, sport-, en cultuurverenigingen zijn meestal ook toegankelijk voor studenten van Fontys Hogescholen en de Design Academy. De TU/e had in 2020 een jaarbudget van circa 410 miljoen euro.
De universiteit vormt samen met de universiteiten van Delft, Twente en Wageningen de 4TU-federatie.
De universiteit heeft een samenwerkingsverband in de 'Euro Tech Universities Alliance', met de Technische Universiteit München, de Technische Universiteit van Lausanne, de Danmarks Tekniske Universitet, de Franse École Polytechnique en het (niet onomstreden) Israëlische Technion, terwijl Israël geen Europees land is.

## Campus

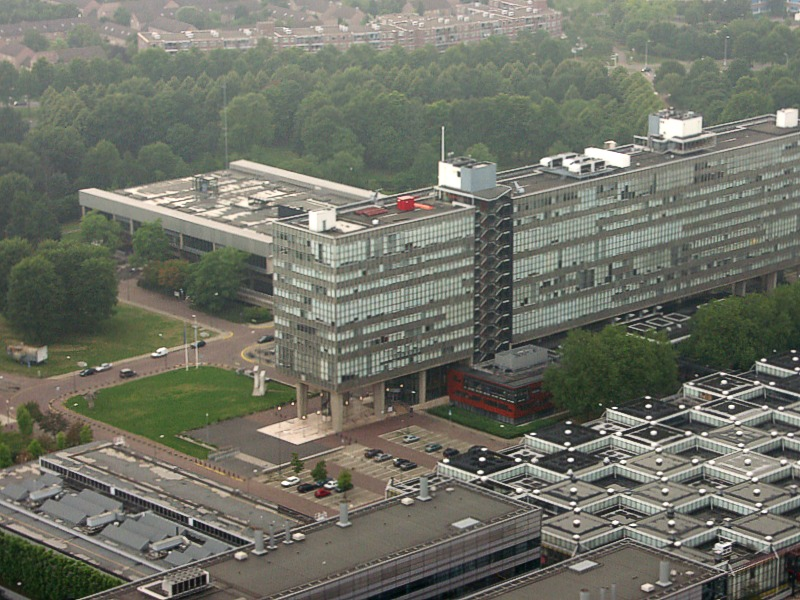
De campus van de TU/e gefotografeerd vanuit een luchtballon in 2005.

De universiteit heeft sinds haar stichting haar eigen campus in het centrum van Eindhoven, ten noorden van het centraal station. Het universiteitsterrein is tevens een wijk in het stadsdeel Centrum. De wijk TU-terrein is 121 hectare groot en er zijn 741 woongelegenheden.
De TU/e campus vormt het grootste bebouwingscomplex binnen de ring van Eindhoven, groter dan bijvoorbeeld het voormalige Philipsterrein Strijp-S. De bebouwingsstructuur volgt min of meer de lengte, en de oost-westrichting. Op een enkele uitzondering na is de campusbebouwing orthogonaal geplaatst, een van de belangrijkste karakteristieken van de campus.
Over de campus stroomt het riviertje de Dommel. Sinds eind 2011 wordt de Dommel gesaneerd. De met cadmium en zink vervuilde bodem is inmiddels weggebaggerd. Hierna zullen de oevers mooier en natuurvriendelijker worden heringericht. Onder andere zal er naast de locatie waar op dit moment de spaceboxen staan een meander en een poel worden aangelegd en zal een stukje stroomafwaarts een eilandje ontstaan.
Er zijn plannen om de campus de komende jaren ingrijpend te veranderen. Zo moet het TU/e Science Park ontstaan. Het streven is om een groene campus te realiseren waar ook in de avonduren en in de weekeinden volop activiteit heerst. Samen met de High Tech Campus Eindhoven en de High Tech Automotive Campus zal het TU/e Science Park zich gaan profileren onder de Brainportvlag.
De TU/e zal haar faculteitsgebouwen concentreren in het deel van de campus direct rond het hoofdgebouw. Zo ontstaat er meer ruimte voor gebouwen voor het technisch hoger beroepsonderwijs en de vestiging van onderzoeksgedreven bedrijven en R&D-instituten, congresfunctionaliteiten en wonen.
Een aantal projecten is momenteel in uitvoering of reeds uitgevoerd. Zo is de sloop/nieuwbouw van het MetaForum (voormalige W-hal) in 2012 afgerond en is de aanleg van de Groene Loper gestart in 2012. Het streven is om het transformatie van de campus in 2020 af te ronden.

## Vijftig jaar

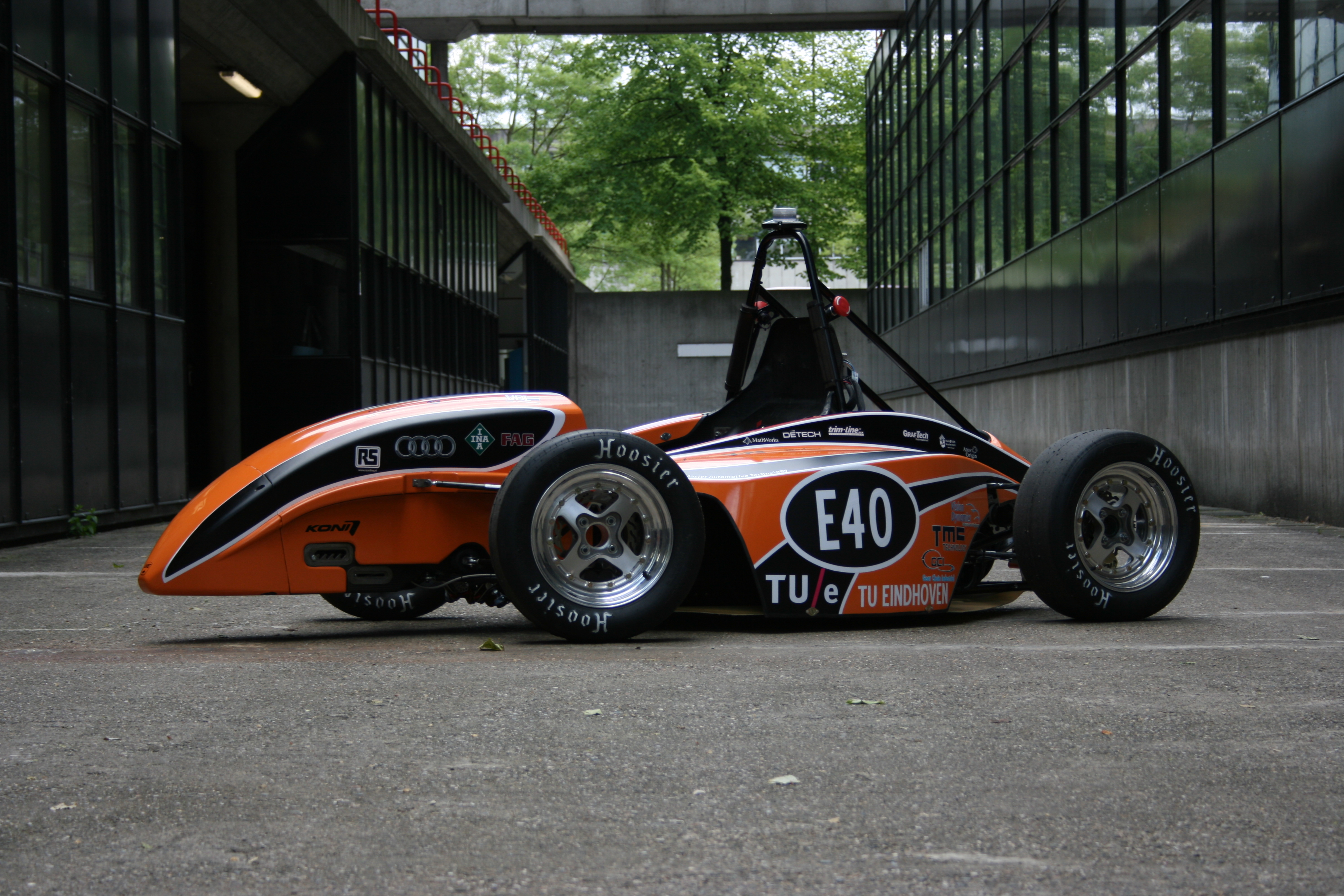
De volledig elektrische Formula Student auto ontwikkeld door 60 studenten van de TU Eindhoven

In 2006 vierde de TU/e haar 50e verjaardag. Ter gelegenheid van dit tiende lustrum vonden er het gehele jaar door op en rond de campus verschillende activiteiten en ceremonies plaats, waaronder een alumnidag op 21 april en de dies natalis op 27 april.
De alumnidag op de 21e werd bijgewoond door 1200 van de ongeveer 30.000 alumni. Het ochtendprogramma voor al de alumni bestond uit een overzicht van het nieuwe vakgebied biomedische technologie en de uitwerking ervan op onderzoek, onderwijs, technologie en industrie. Overzichten werden gegeven door huidige personeelsleden en prominente alumni, waaronder ir. Gerard Kleisterlee (Philips), ir. Adriaan Sanders (Organon) en ir. Harry Jongeneelen (Unilever). Daarnaast werd er stilgestaan bij de eerste 9 afgestudeerde ingenieurs en de (bij viering van de alumnidag) meest recente 9 alumni. Het geheel werd voorgezeten prof. dr. Bert Meijer en (onder meer) gadegeslagen door TU/e-alumnus dr.ir. Hans Wijffels — TU/e inschrijvingsnummer 000001, de eerste ingeschreven student.
Het hoogtepunt van de viering was echter op 27 april, de viering van de Dies Natalis. Deze Dies werd bijgewoond door Koningin Beatrix en werd onder meer gevierd door het uitreiken van drie eredoctoraten. Deze zijn uitgereikt aan prof. Mary Fanett Wheeler van de The University of Texas in Austin, Henry Keith Moffatt van de University of Cambridge en Jens Kehlet Nørskov van de Danmarks Tekniske Universitet. Prof. Wheeler ontving een eredoctoraat voor haar onderzoek op het gebied van de toegepaste en industriële wiskunde en in het bijzonder het numeriek oplossen van partiële differentiaalvergelijkingen. Prof. Mofatt ontving een eredoctoraat voor zijn onderzoek op het gebied van de theoretische stromingsleer, en prof. Jens Nørskov ontving een eredoctoraat voor zijn onderzoek op het gebied van de theorie van de heterogene katalyse en simulering van atomic-scale materials.

## Vrouwenbeleid en Irène Curie Fellowship
De TU Eindhoven had in 2018 het laagste aandeel vrouwelijke hoogleraren van alle Nederlandse universiteiten, namelijk 12,6 %.
In juni 2019 stelde de TU Eindhoven permanente academische vacatures - zoals vacatures voor hoogleraren - gedurende de eerste zes maanden alleen open voor vrouwen. Dit beleid zou gaan gelden gelden voor 1,5 jaar, waarna een jaarlijkse evaluatie plaats zou vinden. De reden van deze wijziging in het personeelsbeleid was de grote genderonbalans. Volgens rector Frank Baaijens leidt een grotere diversiteit van het personeel tot betere prestaties, meer creatieve ideeën en snellere innovatie. Tevens stelde de TU het Irène Curie Fellowship in, een programma gericht op talentvolle vrouwen die een academische carrière ambiëren aan een van de Europese topuniversiteiten. De Fellowship is genoemd naar Irène Curie. In de publieke discussie die volgde, kreeg het banenplan zowel bijval als kritiek.

## Studentenprotest
In navolging van protestacties van studenten bij de Universiteiten van Amsterdam en Utrecht riep in mei 2024 een collectief 'Students 4 Palestine' van studenten en medewerkers van de universiteit Eindhoven (TU/e) het bestuur per brief op om de oorlog in Gaza publiekelijk af te keuren. Ze wilden weten welke banden de TU/e heeft met Israëlische instellingen. Het veld van de TU/e werd met een aantal tentjes 'bezet'.

## Faculteiten

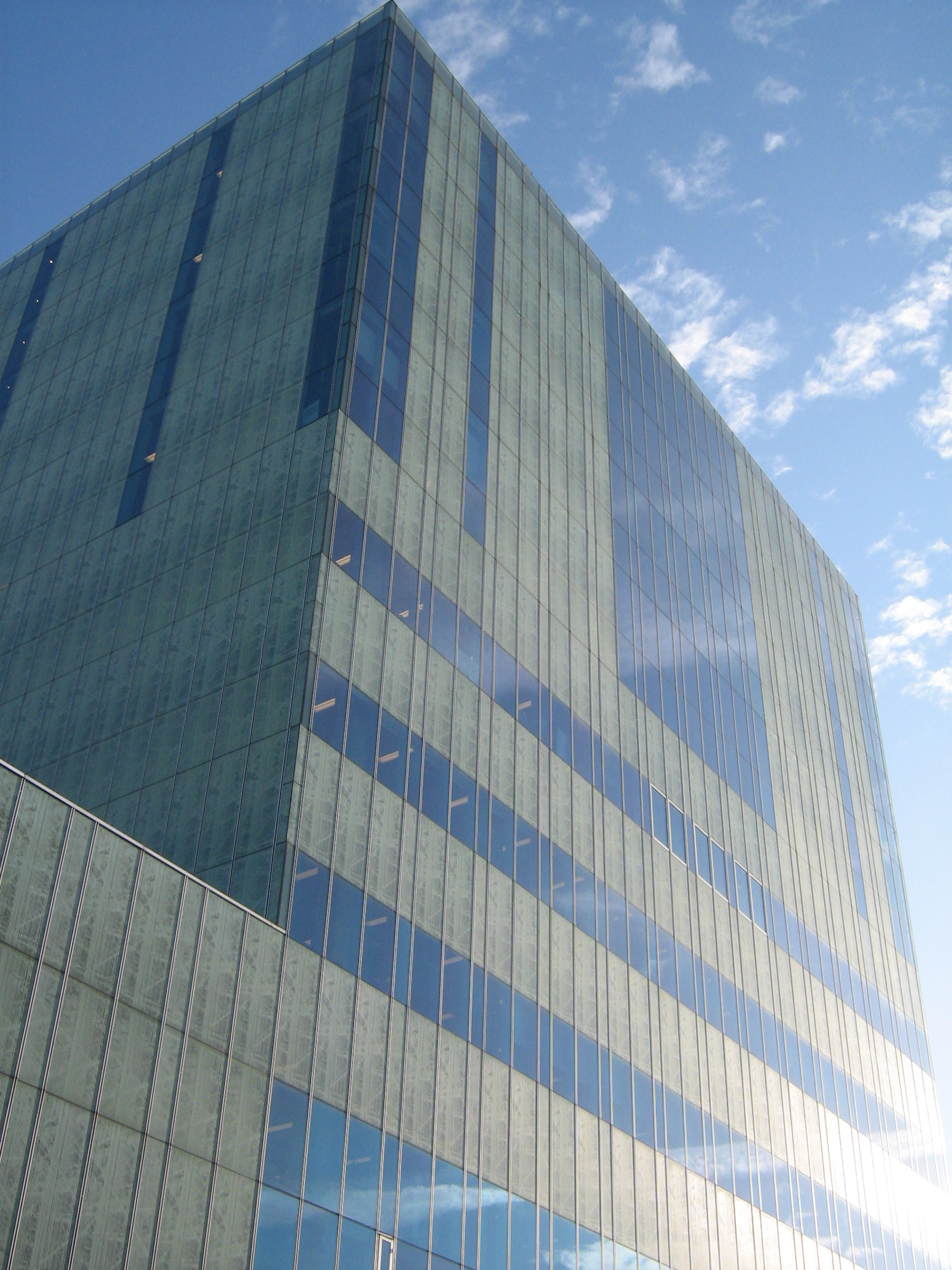
Vertigo, bouwkundefaculteit

Anno 2017 heeft de Technische Universiteit Eindhoven negen faculteiten:
- Biomedische technologie
- Bouwkunde
- Electrical engineering (voorheen elektrotechniek)
- Industrial design
- Industrial Engineering & Innovation Sciences, (voorheen
Technologie Management), met de sub-faculteiten:
  - School of Industrial Engineering
  - School of Innovation Sciences (voorheen Techniek en Maatschappij)
- Scheikundige technologie
- Technische Natuurkunde
- Werktuigbouwkunde
- Wiskunde en Informatica met de capaciteitsgroepen:
  - Technische informatica
  - Technische wiskunde

## Studentenleven
Het studentenleven speelt zich af bij studie- en studenten(sport)verenigingen.
Zie voor een opsomming:
- Lijst van studieverenigingen
- Lijst van studentengezelligheidsverenigingen
- Lijst van confessionele studentenverenigingen
- Lijst van studentenmuziekverenigingen
- Lijst van studentensportverenigingen

## Bekende alumni
- Wiel Arets, architect

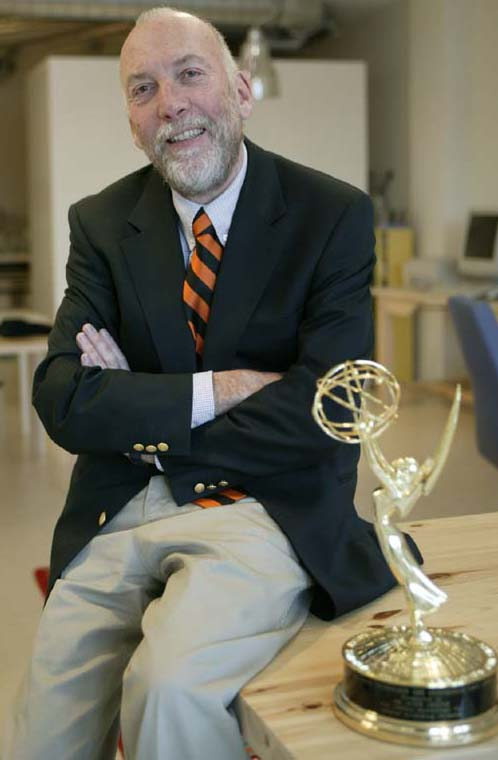
Kees Schouhamer Immink

- Michiel Boersma, topman van Essent
- Jo Coenen, architect en oud-Rijksbouwmeester
- Frank van Dalen, voorzitter COC Nederland
- Martijn van Dam, Tweede Kamerlid voor de PvdA van 2003 tot 2015 en staatssecretaris van Economische Zaken van 2015 tot 2017 in kabinet Rutte II
- Teun van Dijck, Tweede Kamerlid voor de PVV sinds 2006
- Camiel Eurlings, voormalig minister van Verkeer en Waterstaat, Tweede Kamerlid en Europarlementariër voor het CDA, directeur KLM.
- Paulus Jansen, voormalig Tweede Kamerlid voor de SP
- Gerard Kleisterlee, president Philips van 2001 tot 2011
- John Körmeling, kunstenaar/architect
- Arno Kuijlaars, wiskundige, docent aan Katholieke Universiteit Leuven
- Karel Luyben, sinds 1 januari 2010 rector magnificus van de Technische Universiteit Delft
- Ralf Mackenbach, musicus en promotieonderzoeker in kernfysica
- Harry Otten, fysicus, oprichter en eerste directeur Meteo Consult, Wageningen
- Peter Reijnders, bedenker van het Sprookjesbos in de Efteling en mede-oprichter van attractiepark de Efteling
- Kees Schouhamer Immink, president Turing Machines BV, digitale pionier, winnaar persoonlijke Emmy Award, IEEE Medal of Honor, Edison Medal
- Sjoerd Soeters, architect
- Marjan van Loon, CEO bij Shell Nederland

## Bekende (oud-)hoogleraren
Zie ook: Lijst van rectores magnifici van de Technische Universiteit Eindhoven
- Wil van der Aalst, informaticus
- Karen Aardal, wiskundige
- Riek Bakker, stedenbouwkundige
- Constant Botter, bedrijfskundige
- Annelies van Bronswijk, winnaar Ig Nobelprijs
- Nicolaas Govert de Bruijn, wiskundige
- Henk Buck, in opspraak geraakt chemicus
- Jo Coenen voormalig Rijksbouwmeester, ontwerper Vestedatoren in Eindhoven
- Henk Dorgelo, fysicus en eerste rector magnificus
- Edsger Dijkstra, informaticus
- Helga Fassbinder, planologe
- Hugo Christiaan Hamaker, fysicus, buitengewoon hoogleraar wiskunde
- Hubert-Jan Henket, architect
- Jan van Hest, bio-organische chemie
- Alexandre Horowitz, werktuigbouwkundige; uitvinder van o.a. de Philishave
- Arie Andries Kruithof, fysicus, ontdekker van het zgn. Kruithofeffect en de Kruithofcurve
- Tanja Lange, cryptografie en getaltheorie
- Jean Leering, architect, o.a. directeur Van Abbemuseum
- Piet Lemstra, uitvinder van de Dyneema-vezel.
- Jack H. van Lint, discrete wiskunde
- Harry Lintsen, techniekgeschiedenis
- Archer Martin, Fellow of the Royal Society, Nobelprijswinnaar Chemie 1952, hoogleraar Eindhoven 1964-1974
- Bert Meijer, chemicus
- Martin Rem, informaticus
- Rutger van Santen, 1997 NWO Spinozapremie, 2001-2005 rector magnificus, 2005 KNAW-hoogleraar, 2008 Fellow van de Amerikaanse National Academy of Engineering
- Johan Schot, techniekgeschiedenis
- Piet Steenkamp, sociaal recht, grondlegger van het CDA
- Maarten Steinbuch, hightech systemen
- Martinus Tels, chemicus en rector magnificus
- Rudy Uytenhaak, architect
- Ulbo de Sitter, socioloog, bedrijfskundige

## Bekende (oud-)medewerkers
- Frans van Eijnatten, organisatiepsycholoog
- Maria Vlasiou, Universitair hoofddocent wiskunde